# 聖約翰座堂 (香港)
聖約翰座堂（英語：The Cathedral Church of Saint John the Evangelist）座落於香港中區花園道4-8號，是香港聖公會香港島教區的主教座堂。

## 歷史
聖約翰座堂於1847年3月11日由香港總督戴維斯奠基；1849年建築工程完成，同年3月11日開始舉行崇拜；1852年9月19日由維多利亞教區首任主教施美夫為座堂祝聖。為香港最古老的西式教會建築物，是香港唯一以永久業權形式持有的土地。座堂主要由3幢主樓構成，座堂本身於1847年建成，乃香港較古舊的維多利亞時期哥德式建築物之一，測量總監急庇利參與設計其建築圖則。至於副堂則於1924年落成，辦公樓（即新座）則是1956年加建的。
聖約翰座堂的木門，傳說是由在香港保衛戰被英軍自行炸沉的添馬艦（HMS Tamar）的艦身木材所製，但此傳說的真確性則備受質疑。第二次世界大戰期間，座堂運作陷於癱瘓。
1945年，香港重光。何明華會督委任施玉麒先生為會吏及牧師，參與重建座堂，通過舉辦賣物會等方式，有效挽救了座堂已崩潰的財政狀況。
座堂是教區中之首堂，因該堂內置有主教座。香港日治時期曾用作日本人俱樂部。
現時教堂已列為香港法定古蹟，是受保護的歷史文物，亦是一別具特色的遊客景點。為了避免因冷氣的水氣造成白蟻侵蝕，破壞古物古蹟，座堂沒有冷氣供應。座堂除了有主教專用的座椅、法政牧師及座堂牧師專有的座椅，亦有港英年代遺留下來鑄上英國皇室徽號的會眾座椅，是留給當日港督或英國皇室家族成員途經香港崇拜時預留給他們坐的。1997年香港主權移交前座堂更曾懸掛英國國旗，之後已拆除。
目前座堂每天均有崇拜。也有早堂晚堂崇拜，崇拜的語言主要是英語，亦設廣東話、普通話及菲律賓語，崇拜者來自世界各地，是一所國際性座堂。
座堂會在一些聖日舉行唱頌大聖餐禮，香港島教區、澳門傳道地區的按立聖職聖禮和詩班節亦在聖約翰座堂舉行。現任聖約翰座堂座堂主任牧師為陳國強牧師（The Very Revd Kwok-keung Chan）。

## 聖約翰座堂牧區轄下禮拜堂
- 赤柱聖士提反堂
- 薄扶林以馬內利堂（新址位於薄扶林道139號伯大尼小堂，中華廚藝學院隔鄰）
- 愉景灣堂

## 業權
聖約翰座堂現址的土地於1847年獲批永久業權（fee simple），是本港唯一一片以永久業權形式持有的土地，條件是該幅土地必須用作教堂之用
。否則根據1997年通過的《英語聖公會信託條例》，座堂及其範圍必須歸還政府。

## 觀光景點
聖約翰座堂除了是禮拜場地外，因位於中環政府山，又是香港歷史最悠久的基督教教堂，而其擁有塔樓的歌德式建築在香港屬極為罕見，每年皆吸引不少遊客前往參觀。

## 社會企業
教會為協助殘疾人士就業，和慈善組織思拔中心合作成立社會企業咖啡店，在聖約翰座堂旁興建一所可隨時拆卸的積木屋，成立一間專為學習障礙人士提供在職培訓的社會企業（The Nest Coffee Shop），也與聾人機構「龍耳」合作，推出手語點餐服務，冀能推動社會上不同能力和需要人士能夠包容、合作及互相了解。

## 外部連結
- 聖約翰座堂相片 開命啦資料2013/2/23
- 聖約翰座堂 （页面存档备份，存于）
- 香港聖公會 （页面存档备份，存于）
- 香港聖公會香港島教區 （页面存档备份，存于）
- 赤柱聖士提反堂 （页面存档备份，存于）
- 以馬內利堂 （页面存档备份，存于）
- 愉景灣堂
- 聖約翰座堂歷史考察（中文大學） （页面存档备份，存于）

22°16′44″N 114°09′34″E / 22.27885°N 114.15955833333°E